# لاري أتكينز
لاري أتكينز (بالإنجليزية: Larry Atkins)‏ هو لاعب كرة قدم أمريكية أمريكي، ولد في 21 يوليو 1975 في سانتا مونيكا في الولايات المتحدة.

## وصلات خارجية
- لاري أتكينز على موقع مرجع كرة القدم المحترفة.كوم (الإنجليزية)